# شدة طنجاوية
الشدة الطنجاوية أو الشدة الطنجية هي لباس تقليدي مغربي مرتبط بمدينة طنجة شمال المغرب تلبسه العروس يوم حنائها.

## مكونات الشدة الطنجاوية
تتكون الشدة الطنجاوية من قفطان الحاج عمر المغربي و يتم وضع المضمة عليه و هي عبارة عن حزام ذهبي لشد القفطان ، بعد ذلك يتم وضع الجوهر أو اللبة على صدر العروس أما شدة الرأس تغطي الطنجاوية شعرها بغطاء "السبنية د الكنبوش«أو» السبنية د البحر«وتتبثها ب» العصابة«وأخيرا تضيف» التخليلة' التي تتكون من الجبين و مختلف الإكسسوارات الذهبية و التي تعتبر لباس الأميرات بالمغرب.
تختلف الشدة الطنجاوية عن الشدة التطوانية في كون الأولى مجوهراتها من الذهب على عكس التطوانية التي تغلب عليها الفضة و كذلك في طريقة شد الرأس، إلا أن كلاهما يعتبر جزءا أصيلا من الشدة الشمالية التي تميز المنطقة المغاربية عامة و المغرب على وجه الخصوص.